# 利希滕贝格 (包岑县)
利希滕贝格（德語：Lichtenberg）是德国萨克森州的市镇，隶属于包岑县。总面积为14.72平方千米，截至2023年12月31日总人口为1,627人。